# Арион (поэт)
Арио́н Метимне́йский (др.-греч. Ἀρίων ὁ Μηθυμναῖος, лат. Arion Methymneus), — древнегреческий лирический поэт, певец и кифаред из Мефимны на острове Лесбосе (конец VII — начало VI в. до н. э.).

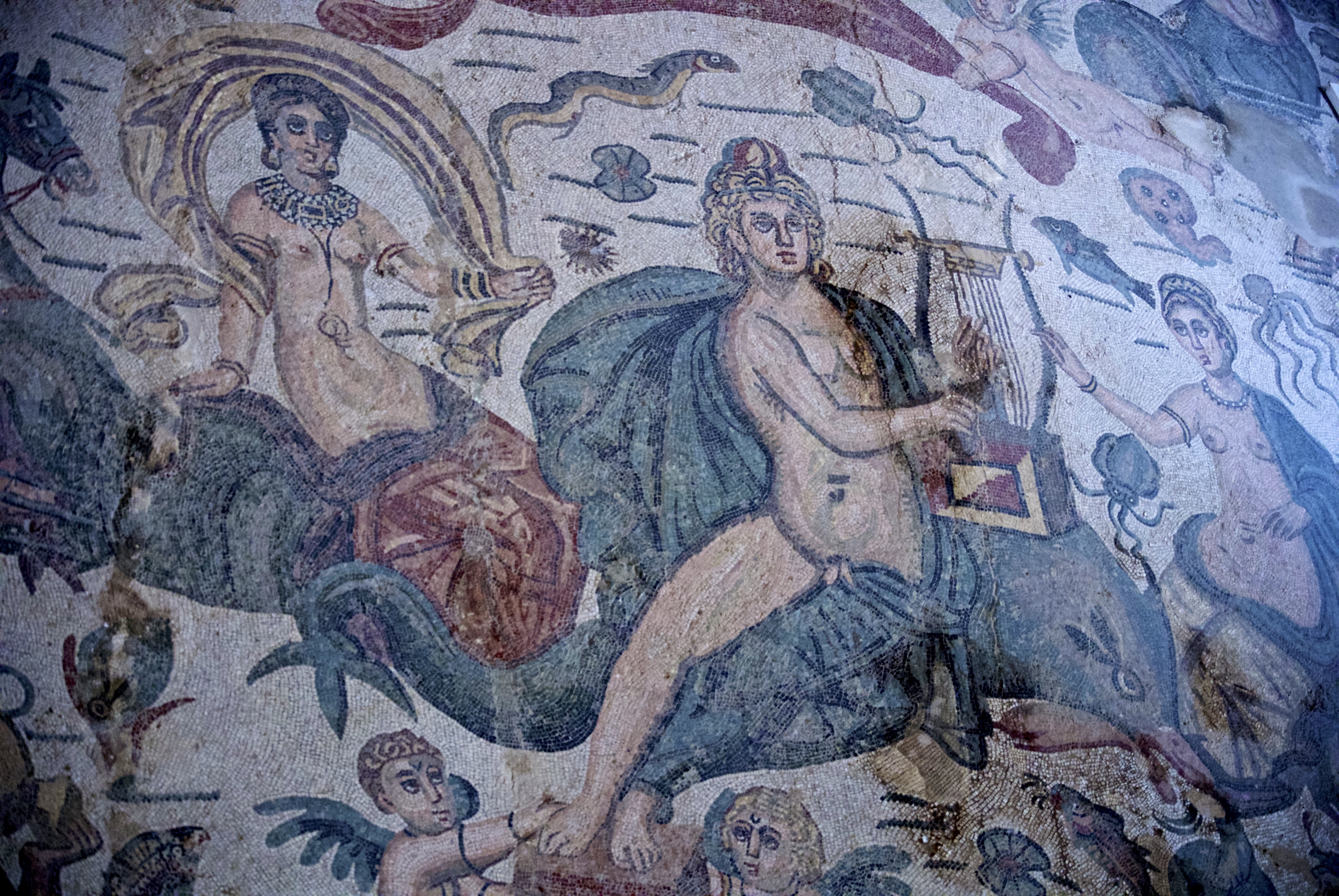
Арион. Римская мозаика из Вилла дель-Касале близ Пьяцца-Армерина (Сицилия). IV в. н. э.

Ввёл в поэзию жанр дифирамба; кроме того, славился как непревзойденный музыкант. Согласно рассказу, передаваемому Геродотом, Арион плыл с богатыми сокровищами (которые заработал своим пением) на корабле из Тарента в Коринф. Моряки, желая завладеть богатствами певца, выбросили его за борт, однако Арион был спасён дельфином, высажен у Тенарского мыса и благополучно добрался до Коринфа.

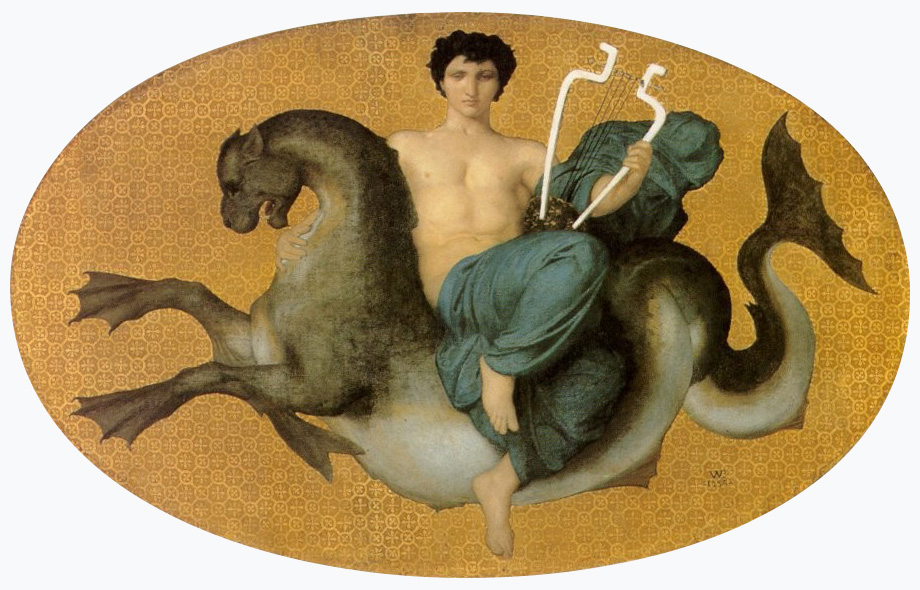
Вильям Бугро. Арион на морском коне (1855)

Случаи спасения людей дельфинами реальны. Легенда приукрасила этот эпизод: согласно ей, Арион попросил у корабельщиков позволения спеть в последний раз в жизни, после чего, в одеянии кифареда и с инструментом в руках, бросился в волны, но был подхвачен дельфинами (в других вариантах легенды дельфина для спасения певца послал Аполлон или даже сам Аполлон принял образ дельфина).
Сюжет об Арионе лёг в основу стихотворения А. С. Пушкина «Арион» (1827), традиционно понимаемом как аллюзия на ситуацию автора после поражения декабрьского восстания 1825 года и репрессий против декабристов.
В 1994 году была поставлена опера «Арион и дельфин» («Arion and the Dolphin») на либретто Викрама Сета.

## Названы в честь Ариона
- В честь древнегреческого поэта назван вид бабочек Phengaris arion (русское название — «голубянка арион»)[1].
- В 2015 году Международный астрономический союз присвоил в честь поэта наименование Arion планете 18 Дельфина b в системе 18 Дельфина[2].
- «Арион» — российский журнал поэзии, выходивший ежеквартально в 1994—2019 годах.